# Klubb
Klubb (engelska: club, jfr. svenskans ”klump”, betyder egentligen en hop, en samling människor), är ett slutet sällskap av personer med samma yrke eller samhällsställning, vilka möts i en bestämd lokal för att äta eller dricka i samkväm, läsa tidningar, roa sig med spel eller utbyta tankar i allmänna frågor.

## Historik
England är klubbväsendets hemland. Församlingsfriheten, den utvecklade allmänandan, de uppdrivna fordringarna på livets bekvämligheter och det stela umgängeslivet inom familjerna har varit de främst verkande orsakerna till uppkomsten av de engelska klubbarna.
Under 1600- och 1700-talen uppstod flera sådana; de hade sina samlingsrum på dåtidens kaffehus och spiskvarter. Den första man känner var Bread streat (Friday street) club, stiftad av sir Walter Raleigh. Bland dess medlemmar hittar vi Shakespeare, Beaumont, Fletcher och Donne; den hade sitt tillhåll på Mermaid tavern. En liknande, som något senare höll till på Devil tavern, sades vara bildad av Ben Jonson. Den högt ansedda Literary club stiftades 1764 av sir Joshua Reynolds och doktor Samuel Johnson. Addison skildrade i början av 1700-talet i "Spectator" sin tids klubbar. Bland dessa lever ännu många, som till syfte har endast glatt kamratskap och middagsätning (till exempel Royal society club).
I spetsen för en klubb står vanligen en förvaltningskommitté; inval verkställs av denna eller genom allmän ballotering, varvid gemenligen 1 svart kula på 10 utesluter den föreslagne. I senare tid har ett stort antal arbetarklubbar (working men’s clubs) uppstått. Även i Edinburgh, Dublin och en mängd provinsstäder finns klubbar i samma stil som de londonska. För övrigt är det endast i Nordamerika, som ett klubbliv i utpräglad engelsk anda förekommer.
I Frankrike uppstod mot slutet av 1700-talet under inverkan av engelska tänkesätt politiska klubbar, vilka var förelöpare till revolutionen. Den första grundades 1782, därpå följde Club des américains 1785, vidare Club des arcades och Club des étrangers. Alla dessa stängdes av polisen 1787, men öppnades igen efter revolutionens utbrott 1789, och deras antal växte betydligt under de följande åren. I de förnämsta fick de stora politiska partierna sina medelpunkter med sträng organisation. Här må nämnas Jakobinklubben och Club des cordeliers. Dessa upphävdes under direktoriet, och först 1848 uppstod åter politiska klubbar i Paris. Deras antal var då betydligt, men de nådde inte de förras inflytande och undertrycktes genom lagar 1849 och 1850. Sedermera ha nya politiska klubbar uppstått, men utan större betydelse. Bland societets-klubbar kan nämnas Cercle de la Rue royale, Cercle militaire, Cercle de l’union artistique och Jockey club.
Även i andra länder, såsom Tyskland, Italien och Spanien, har från 1790-talet politiska klubbar för kort tid funnits till under revolutionära rörelser. I Österrike kallas de partipolitiska sammanslutningarna inom riksdag och lantdagar för klubbar.
De första politiska klubbarna i Sverige var riksdagsklubbarna (de särskilda ståndens eller partiernas) under den så kallade frihetstiden, vilka uppkom på 1730-talet och ofta hade kaffehusen till lokal. Den mest bekanta av 1700-talets svenska klubbar var Svenska botten, som stiftades i januari 1772; den bestod av 168 medlemmar, huvudsakligen yngre adliga officerare av hattpartiet. Deras ledare var översten friherren J. M. Sprengtporten. Svenska botten hade till uppgift att utkämpa konungens och adelns sak vid riksdagen; den fick understöd av konungen, sedermera även av franske ambassadören, och dess medlemmar var främst i konungens följe morgonen 19 augusti 1772.
Efter Gustaf III:s död uppstod klubbar, i vilka man svärmade för franska revolutionen; av sådan art var de bland studenter i Uppsala i januari 1793 bildade "konventen", vilka förbjöds i april samma år, men fick en fortsättning i Juntan. 1809 bildades den efter ledaren, friherren L. A. Mannerheim, uppkallade mannerheimska klubben, som motarbetade gustavianerna, vilka efter samma års statsvälvning sammanslutit sig till en "kontrarevolutionär" klubb. Opinionsklubben, bestående av G. Adlersparres vänner, arbetade i samma syfte som den mannerheimska. Klubben Representationsreformens vänner vid 1844 års riksdag ingav till konstitutionsutskottet ett "nationalrepresentationsförslag". Efter en 18 mars 1848 i Stockholm hållen "reformmiddag" stiftades Reformvännernas sällskap i Stockholm, vilket arbetade för en valreform i demokratisk anda. Bland dess medlemmar var C. H. Anckarsvärd, J. G. Richert, J. H. Thomander, P. E. Bergfalk, L. J. Hierta med flera. Reformvännernas sällskap inom ridderskapet och adeln vid 1865 års riksdag sökte främja representationsförändringen. Efter dennas införande ha särskilt "landtmannapartiets" klubbar spelat en viss roll; politisk är även Frisinnade klubben. Elever vid konstakademien i Stockholm samlas i Akademiklubben. Bland klubbar, som blott åsyfta sina ledamöters bekvämlighet och trevnad, märks vidare i Stockholm bland annat Sällskapet (stiftat 1800), Militärsällskapet (1859), Nya sällskapet (1874) och Cityklubben (1904).